# Cantó de Sent Soupise las Chams
El cantó de Sent Soupise las Chams és un cantó francès del departament de Cruesa, situat al districte de Lo Buçon. Té 11 municipis i el cap és Sent Soupise las Chams.

## Municipis
- Arç
- Banisa
- Chambareu
- Chavanac
- Sent Saupise le Donselh
- Franceschas
- Sos Parçac
- Sent Avit le Paubre
- Sent Marçau lo Mont
- Sent Michiu de Vaissa
- Sent Soupise las Chams

## Història
| Data d'elecció                           | Identitat            | Partit | Qualitat |
| ---------------------------------------- | -------------------- | ------ | -------- |
| 1967-1985                                | M. Lefort            | PS     |          |
| 1985-1998                                | Thierry Chandernagor | PS     |          |
| 1998-                                    | Daniel Delprato      | PS     |          |
| les dades anteriors no són pas conegudes |                      |        |          |
|                                          |                      |        |          |

## Demografia
| 1962  | 1968  | 1975  | 1982  | 1990  | 1999  | 2006  |
| ----- | ----- | ----- | ----- | ----- | ----- | ----- |
| 2.579 | 2.896 | 2.504 | 2.293 | 2.140 | 2.121 | 2.086 |